# フランツ・ボアズ
フランツ・ボアズ（Franz Boas, 1858年7月9日 - 1942年12月21日）は、ドイツ生まれ、アメリカ合衆国の人類学者。

## 略歴

### 早年
ドイツ連邦のヴェストファーレン（ウェストファリア）のミンデンのユダヤ人の家に生まれる。近代化に理解のあるキリスト教の家であったが反抗して入信しなかった。フレーベル (Fröbel) 幼稚園に通った後ギムナジウムに入る。植物の分布の研究をするなど地誌や地理に興味をもっていたが後に数学、物理学を好むようになる。進学のために上京しようとするがキールのグスタフ・カルステンのもとで物理学を習う。正規分布のガウスの法則を研究しようとしたが、指導教員のカルステンの指示でしぶしぶ変更して水の光学的性質について研究する。1881年博士号を得る。ハイデルベルクのクーノ・フィッシャーの審美学の講義をとったのをきっかけにカント思想に凝る。ボンではカント哲学の大家ベンノ・エルドマンの講義を受ける。その後心理物理学に傾心し、ベルリンにいきヘルムホルツのもとで学ぶが徒労に終わる。

### 卒業後
学生時代に教わったことのあるテオバルト・フィッシャー (Theobald Fischer) がキールに引っ越してくると地理学を講習する。そのころ学界では文化の差異は何に由来するかという問題で風土、環境が主因であるとする立場と移住による概念の伝播が重要であるとする立場とに分かれて論争が行われていた。1883年その調査のためバフィン島に赴き、ベルリンに帰ったのち1886年に発表して指導教官の資格を得る。
バフィン島の調査をきっかけに非欧米の文化に関心をもち、1885年ルドルフ・ウィルヒョーやアドルフ・バスティアンの勤めるベルリンの民族博物館に移る。その後三ヶ月間アメリカへ出国する。1881年11月ニューヨークでサイエンス誌の編集の手伝いを頼まれる。その体験からドイツと違ってユダヤ人であることで冷遇されないアメリカに移住しようと決意し、1887年ニューヨークに市民権を得る。1888年、クラーク大学に就職するが学部がなかったこと、学長のグランヴィル・スタンリー・ホールに嫌がられていたこともあって待遇はよくなかった。1893年のシカゴ万博では助手を務めた。

### 後期
1896年コロンビア大学の講師になり、1899年教授に昇進する。分立していた学部の統合の申し出がかなってアメリカで最初の人類学の博士課程が設置される。その間関連する分野をまとめるアメリカ人類学会（AAA）の設立にも尽力する。学会ではマクジー（W.J. McGee ）が影響力をもち、会員は人類学者だけにしようとしたが彼の意向で人類学者でなくとも入会できることになった。1902年マクジーが会長、ボアズが副長になった。（以下プトナム、パウエル、ホルムズが続く）
人類学の四部門として自然人類学、言語学、考古学、文化人類学を掲げた。

#### 言語学
ネイティブアメリカ諸語の研究を行ったが、そのときに影響を受けた弟子のエドワード・サピアのように言語と文化について研究はしなかった。当時の研究者の風潮（関係ない事例を取り上げて先住民は遅れているとする）に反対して文化相対主義を唱えた。
- 1889年、「On Alternating Sounds」：1888年にペンシルベニア大学のダニエル・ガリソン・ブリントンの出した論文の批判。先住民は同じ単語に毎回違った発音をする、不合理だから遅れている、という主旨に音素の変異の概念（同じ音を違うように聞き取っているに過ぎない）をもって反論した。

## 弟子
- アルフレッド・L・クローバー：1901年博士号取得
- ロバート・ローウィー（Robert Lowie）：1908年博士号取得、カリフォルニア大学バークレー校で人類学の研究を始める。
- ウィリアム・ジョーンズ（William Jones） ：上記ロバート・ローウィーの弟子。ネイティブ・アメリカン出身の人類学者。
- アルバート・ルイス
- フランク・スペック（Frank Speck）
- フェイ・クーパー・コール（Fay-Cooper Cole）：シカゴ大学で人類学を研究する
- エドワード・サピア （Edward Sapir）：サピア・ウォーフの仮説で有名。
- アレクサンダー・ゴールデンワイザー
- （Elsie Clews Parsons）：The New School for Social Researchで研究を広める
- （Leslie Spier）：ワシントン大学で研究を広める
- （Melville Herskovits）：ノースウェスタン大学で研究を広める
- ジョン・リード・スウォントン （John Reed Swanton）
- ポール・ラディン（Paul Radin）
- ルース・ベネディクト （Ruth Benedict） ：日本関連の著書としては「菊と刀」が有名
- アレクサンダー・レッサー（Alexander Lesser）
- マーガレット・ミード（Margaret Mead）
- ルース・ブンツェル（Ruth Bunzel）
- ジーン・ウェルトフィッシュ（Gene Weltfish）
- マヌエル・ガミオ（Manuel Gamio）
- エステル・ゴルドフランク（Esther Goldfrank）
- ジルベルト・フレイレ（Gilberto Freyre）
- ゾラ・ニール・ハーストン（Zora Neale Hurston）　：黒人女性作家の先駆者。作品にフロリダやハイチ、キューバの学術研究調査によって得られたフォークロアをモチーフに取り入れている

## 参考書籍
- Boas n.d. "The relation of Darwin to anthropology," notes for a lecture; Boas papers (B/B61.5) American Philosophical Society, Philadelphia. Published on line with Herbert Lewis 2001b.
- Boas, Franz 1911 The Mind of Primitive Man ISBN  0313240043
- Boas, Franz 1940 Race, Language, and Culture ISBN 0-226-06241-4
  - フランツ・ボアズ『北米インディアンの神話文化』 中央公論新社、2013年。ISBN 4120045374

前野佳彦編・監訳／磯村尚弘・加野泉・坂本麻裕子・菅原裕子ほか訳
  - 他に『プリミティヴアート』 大村敬一訳、言叢社、2011年。ISBN 4862090354
- Stocking, George W., Jr., ed. 1974 A Franz Boas Reader: The Shaping of American Anthropology, 1883-1911 ISBN 0-226-06243-0
- Boas, Franz 1928 "Anthropology and Modern Life" (2004 ed.) ISBN 0-7658-0535-9
- Bashkow, Ira 2004 "A Neo-Boasian Conception of Cultural Boundaries" in American Anthropologist 106(3): 443-458
- Bunzl, Matti 2004 "Boas, Foucault, and the 'Native Anthropologist,'" in American Anthropologist 106(3): 435-442
- Cole, Douglas 1999 Franz Boas: The Early Years, 1858-1906 ISBN 1-55054-746-1
- Darnell, Regna 1998. “And Along Came Boas:  Continuity and Revolution in Americanist Anthropology.”  ISBN 1556196237
- Kuper, Adam  1988 The Invention of Primitive Society: Transformations of an Illusion ISBN 0-415-00903-0
- Kroeber, Alfred 1949 "An Authoritarian Panacea" in American Anthropologist 51(2) 318-320
- Lesser, Alexander 1981 "Franz Boas" in Sydel Silverman, ed. Totems and Teachers: Perspectives on the History of Anthropology ISBN 0-231-05087-9
- Lewis, Herbert 2001a "The Passion of Franz Boas" in American Anthropologist 103(2): 447-467
- Lewis, Herbert 2001b "Boas, Darwin, Science and Anthropology" in Current Anthropology 42(3): 381-406  (On line version contains transcription of Boas's 1909 lecture on Darwin.)
- Stocking, George W., Jr. 1968 "Race, Culture, and Evolution: Essays in the History of Anthropology" ISBN 0-226-77494-5
- Stocking, George W., Jr., ed. 1996 Volksgeist as Method and Ethic: Essays on Boasian Ethnography and the German Anthropological Tradition ISBN 0-299-14554-9
- Glick, Leonard B. 1982 "Types Distinct from Our Own: Franz Boas on Jewish Identity and Assimilation" in American Anthropologist 84(3) pp. 545-565.
- Frank, Gelya 1997 "Jews, Multiculturalism, and Boasian Anthropology" in American Anthropologist 99(4), pp. 731-745.
- Mitchell Hart 2003 "Franz Boas as German, American, Jew." In German-Jewish Identities in America, eds. C. Mauch and J. Salomon (Madison: Max Kade Institute), pp. 88-105.
- Kevin MacDonald 1998 The Culture of Critique: An Evolutionary Analysis of Jewish Involvement in Twentieth-Century Intellectual and Political Movements -- chapter 2 provides a critique of Boas, by resurrecting the Nazi notion of "Jewish Science".